# Romanzement
Romanzement (oder Romankalk, Romancement) ist ein heute nur mehr in der Restaurierung und im Wasserbau gebräuchlicher historischer Baustoff.

## Eigenschaften
Romanzement ist ein hydraulisches (im Wasser härtendes) Bindemittel mit sehr kurzer Abbindezeit. Romanzement ist kein Zement im heutigen Sinn, sondern mit hochhydraulischen Kalken (Wasserkalk) oder Trass und anderen Puzzolankalken vergleichbar.

## Geschichte
Seit der Antike ist bekannt, dass Kalkbindemittel, die aus natürlichen, mit Tonen verunreinigten Kalken (Kalkmergeln) gebrannt werden, oder denen man Ziegelmehl zusetzt, hydraulische Eigenschaften aufweisen. Erst der Engländer John Smeaton (1724–1792) wies jedoch 1759 darauf hin, dass auf die Zugabe von puzzolanischen (vulkanischen) Zusatzstoffen verzichtet werden kann, und benutzte 1774 solchen Kalk beim Bau des Leuchtturms von Eddystone. Auf diese Entdeckung gestützt, erfand der Engländer James Parker (geboren vor 1780 – gestorben nach 1807) von Northfleet ein hydraulisch erhärtendes Produkt, das er aus dem nahe London abgebauten Septarienton, einem sehr stark tonhaltigen Kalkmergel, gebrannt hatte, und ließ ihn als Romancement patentieren (obwohl die Römer nur das ähnliche Opus caementitium kannten). Zuvor wurden puzzolanische Zusatzstoffe als „Zement“ bezeichnet, „Romancement“ war aber das Bindemittel selbst. Der Rohstoff wurde dabei knapp bis zur Sinterung erhitzt. Natur und Wirkungsweise wurden 1830 durch Johann Nepomuk von Fuchs wissenschaftlich aufgeklärt.
Da hydraulische Baustoffe nun ohne importierte vulkanische Bestandteile oder teures Ziegelmehl hergestellt werden konnten, begann man, an vielen Orten nach natürlichen tonhaltigen Kalken mit guter Hydraulizität zu suchen. Als das Material mit hinreichender Sicherheit erkannt werden konnte, verbreitete sich die Fabrikation von England ausgehend schnell auf andere Länder.
Romanzement war von 1800 bis 1850 das in Europa bevorzugt verwendete Bindemittel, bevor es durch den ebenfalls in England erfundenen Portlandzement abgelöst wurde (auch dieser war ursprünglich nach der Entdeckung von Louis-Joseph Vicat und dem Patent von Joseph Aspdin 1825 kein „echter“ Zement im heutigen Sinne, sondern künstlicher Romanzement – bis zur Sinterung überbrannter Zement ist erst seit Isaac Charles Johnson um 1850 bekannt).

## Heutige Verwendung
Im Unterschied zum Portlandzement ist – qualitativ hochwertiger – Romanzement frei von Gips (schwefelsaurem Kalk) und Zement (kieselsaurem Kalk). Heute wird Romankalk für den Bedarf der Baudenkmalpflege (Wandmalerei, historische Böden, Färbelungen) verwendet. Wegen seines schnellen Versteifens und der Schwefelfreiheit wird er auch zum Abdichten von Quellen, Wassereinbrüchen sowie für Bauten im fließenden Wasser verwendet. Weitere Anwendungen sind in der Restaurierung als Gussmörtel mit sehr hoher Abbildungsgenauigkeit, als Ergänzungsmörtel für Sandstein, als Hinterfüllmasse oder poren- und rissfüllende Schlämme.
Aufgrund der überregionalen Bedeutung, die Romanzemente im 19. und frühen 20. Jahrhundert vor allem für Verputze und Fassadenornamentik spielten, wie auch wegen der bauphysikalisch hochinteressanten Eigenschaften dieser Bindemittel hat die Europäische Union zwei aufeinanderfolgende Projekte zur Wiederbelebung der Romanzementtechnologie gefördert: ROCEM (2003–06) und ROCARE (2009–12). Die Ergebnisse wurden im Rahmen einer Tagung am 2. Mai 2013 in der Kartause Mauerbach vorgestellt. Veranstalter war das Informations- und Weiterbildungszentrum Baudenkmalpflege Kartause Mauerbach des österreichischen Bundesdenkmalamtes in Kooperation mit dem Verein zur Förderung der Baudenkmalpflege und dem EU-Projekt ROCARE.